# Paulin Voavy
Paulin Voavy (Maintirano, Madagascar; 10 de noviembre de 1987) es un futbolista de Madagascar que juega en la posición de delantero y que actualmente juega en el Ghazl El-Mehalla de la Primera División de Egipto.

## Carrera

### Club
| Periodo   | Club                  |
| --------- | --------------------- |
| 2006–2007 | Saint-Pauloise FC     |
| 2007–2008 | FC Nantes B           |
| 2008–2010 | US Boulogne           |
| 2009–2010 | → Évian TGFC (cedido) |
| 2010–2014 | AS Cannes             |
| 2014–2016 | CS Constantine        |
| 2016–2021 | Misr Lel Makkasa Club |
| 2021–     | Ghazl El-Mehalla      |

### Selección nacional
Debutó con Madagascar en 2007, ha jugado 60 partidos y anotado 14 goles, récords de selección nacional, y participó en la Copa Africana de Naciones de 2019 donde llegaron a cuartos de final.

## Logros

### Club
Évian TGFC
- Championnat National (1): 2009–10

### Internacional
- Copa Sub-20 de la COSAFA (1): 2005[1]
- fútbol en los Juegos del Océano Índico

-  (1): 2007

### Individual
- Goleador de la Copa COSAFA: 2007
- Goleador en los Juegos del océano Índico: 2007
- XI Ideal de la Clasificación a la Copa Africana de Naciones: 2019 Fecha 1[3]
- Nombrado Caballero de Madagascar: 2019[4]